# ジェームス・L・タック
ジェームス・レスリー・タック (James Leslie Tuck OBE, 1910年1月9日 - 1980年12月15日) はイギリスの物理学者。イングランドのマンチェスターで生まれマンチェスター大学で学んだ。マンハッタン計画に携わったため、論文提出が間に合わず、博士号を取得することはなかった。
1937年にオックスフォード大学のソルター・リサーチ・フェローに指名され、レオ・シラードとともに粒子加速器の研究を行った。
第二次世界大戦が起こったとき、ウィンストン・チャーチルのプライベートスタッフであったフレデリック・アレキサンダー・リンデマンの科学顧問に指名された。彼の研究は対戦車兵器に使われる成形装薬も含まれていた。この業績によりジョージ6世より勲章を授与された。

## 爆弾に関する業績
成形装薬に関する彼の専門知識によりロスアラモス研究所に移り、マンハッタン計画の英国代表団の一員となり、爆薬レンズとユーチン・イニシエーターの開発に協力した。この業績はプルトニウム原子爆弾の成功において不可欠なものだった。
戦後、一時的にイギリスに戻り、オックスフォード大学のクラレンドン研究所で働いた。しかし、戦後の状況が難しいことがわかると、1949年にシカゴ大学での地位を仮定しアメリカへ戻った。1年後、原子核融合反応の研究に招かれた際にロスアラモスに戻った。

## 核融合エネルギー
ロスアラモス研究所ではイギリスにいたころに学んでいた核融合エネルギーの研究を行った。ロスアラモスのグループがイギリスで行われているものと同様のピンチプログラムを追究することを提案した。これは、ライマン・スピッツァーがヘリカル型の研究を始めてから数か月後のことだった。2人はワシントンに招待されアイデアをプレゼンし、スピッツァーは原子力委員会から5万ドルの資金を得た。ロスアラモスに戻り、研究所の裁量予算から同様の5万ドルを手配し、パーハップサトロンという名前でピンチ計画を開始した。
全てのピンチシステムと同様に、パーハップサトロンはプラズマの不安定性が原因で失敗した。エドワード・テラーらの理論的研究は、不安定化が起こる前に融合が起こるように素早くピンチするか、「尖った」磁場を使用するかという不安定性の問題を解決する方法を示唆していた。前者はコロンブスとして開発され、後者はピケットフェンスの原子炉設計となり、ともにタックのチームが率いた。
引退する1972年までロスアラモスにいた。1972年より前にブリティン・オブ・ザ・アトミック・サイエンティストにソリー・ズッカーマンの著書 Beyond the Ivory Tower: The Frontiers of Public and Private Science のレビューを発表した。
引退後、発電のための熱核融合の研究の著名な支持者となった。さらにおそらくプラズマと核融合計画におけるその役割の関係のために球電の現象に興味を持ち、1980年にはアーサー・Ｃ・クラークのミステリアスワールドのエピソード「クラークの好奇の棚」に出演し、ロスアラモスで潜水艦で使用されていた大型蓄電池を使った球電を作り昼休み中に行っていた実験を説明した。

## 名誉と功績
- 大英帝国勲章 (1944年もしくは1945年)
- アメリカ物理学会フェロー
- Review of Plasma Physics and Controlled Thermonuclear Researchの編集者